# Градусы
«Гра́дусы» — российская поп-рок группа, основанная в Москве в 2008 году Романом Пашковым и Русланом Тагиевым. Оба вокалиста родом из Ставрополя. Дебютный концерт коллектив отыграл под названием «Градус 100» 29 мая 2008 года. Группа зарекомендовала себя как один из ярких представителей российской музыкальной сцены, создав множество хитов, таких как «Голая», «Режиссёр».

## История
Группа «Градусы» была основана в 2008 году Романом Пашковым и Русланом Тагиевым. На протяжении примерно года они писали и записывали треки в домашней студии, экспериментируя со звуком и создавая уникальное звучание.
Первым треком коллектива можно считать песню «Режиссёр», написанную Романом ещё в 2006 году. Позже Руслан добавил в эту композицию вступление и бридж, сделав её завершённой и узнаваемой. Следом появились другие яркие треки, такие как «Время моё», «Запишу своё сердце на секцию плавания», «Радио дождь», «Кто ты», «Я больше никогда» и другие, которые стали основой будущего репертуара группы.
Первым, кто присоединился к дуэту, стал Дмитрий Бахтинов (бас-гитара), который предложил идею создания живого коллектива. Это стало важным этапом в развитии «Градусов».
За годы существования группы в её составе принимали участие талантливые музыканты:
Дмитрий Бахтинов — бас-гитара,
Ольга Хомич — гитара,
Елена Шеманкова — клавиши,
Сергей Медведев — ударные,
Виктор Голованов — ударные,
Арсен Бегларян — гитара,
Кирилл Джалалов — бас-гитара, и другие профессионалы, внёсшие свой вклад в развитие коллектива.
Первый концерт группа отыграла под названием «Градус 100» в клубе «Линии и формы» 29 мая 2008 года.
Осенью 2009 года на радио появилась песня «Режиссёр», которая получила сильную ротацию в эфире многих радиостанций: Европа Плюс, Русское радио, Свежее радио, Хит FM. Композиция заняла высокие позиции в хит-парадах. По итогам 2009 года песня заняла 6-е место в чарте самых скачиваемых цифровых синглов в России. Также она достигла первого места в российском радиочарте. Видеоклип на эту композицию попал на MTV и МУЗ-ТВ, а также участвовал в программе «Русская Десятка»..
Второй сингл группы — «Кто ты» — достиг 11 места. 18 июня 2010 года песня дебютировала на 2 строчке российского чарта цифровых синглов.
Сингл группы «Я больше никогда» дебютировал на 9 строчке российского чарта цифровых синглов.
3 марта 2011 года состоялся релиз дебютного альбома группы под названием «Голая». В пластинку вошли 11 композиций, среди которых уже ставшие хитами «Режиссёр», «Кто ты», «Я больше никогда» и одноимённая песня «Голая», которая остаётся популярной и по сей день.
30 октября 2012 года «Градусы» дали большой сольный концерт в «СК Олимпийский», в концертном зале «СЕВЕР».
6 февраля 2013 года группа выпустила новый видеоклип «Я всегда помню о главном».
29 октября 2013 состоялась премьера нового клипа «Радио Дождь», второго сингла с нового альбома.
10 апреля 2014 «Градусы» представили новый сингл «Грязные стёкла», а 9 июня на песню вышел новый видеоклип.
29 апреля 2014 года состоялся релиз второго студийного альбома «Чувство ловкости» в iTunes. 15 мая 2014 года альбом «Чувство ловкости» вышел на CD.
10 декабря 2014 группа «Градусы» выпустила свой восьмой видеоклип «Привычка сбегать из дома».
15 апреля 2015 года Роман Пашков презентовал свой сольный проект Pa-Shock. Поиски новых форм и выражений привели Романа к идее создания сольного проекта, кардинально отличающегося от творчества группы «Градусы». Так были написаны несколько песен. А затем начались эксперименты со звучанием в содружестве с участниками электронного проекта «IFEYOPA» Андреем Тимониным и Геннадием Лагутиным. Видеоклип Pa-Shock feat. IFEYOPA «На миг» был выпущен так же 15 апреля 2015 года.
В конце апреля стало известно, что группа прекратила творческую работу, но продолжает существовать как концертный коллектив.
22 сентября 2015 года Руслан Тагиев совместно с Тимуром Карабаевым презентовал свой сольный проект «Карабасс» и представил клип на дебютный сингл «Бездельник».
В феврале 2016 года на своём официальном сайте группа объявила о возвращении.

Больше года, параллельно с концертной деятельностью группы «Градусы», её лидеры — Роман Пашков и Руслан Тагиев — занимались своими сольными проектами. Эксперимент оказался довольно успешным. Каждый из музыкантов реализовал идеи, которые выходили за рамки стиля группы «Градусы». Во всемирной паутине и в эфире радиостанций — прибавление классных песен, клипов, записей сольных концертов Ромы и Руслана. Фанаты новых музыкальных брендов PA-Shock и Karabass — не потеряют своих кумиров, но пришло время и для долгожданного, громкого «камбэка».
После небольшого перерыва в творчестве, группа вернулась к активной деятельности и радует своих поклонников концертами и новыми музыкальными проектами. Возрождение коллектива подтверждает их стойкую популярность и стремление к творческому развитию. «Градусы» продолжают радовать слушателей своим уникальным стилем и характерным звучанием, оставаясь одной из ведущих групп на российской музыкальной сцене.
— официальные представители группы
В 2022 году группа приняла участие в шоу "Битва поколений" против Артёма Качера. "Градусы" победили со счётом 13:11.

## Состав группы
- Роман Пашков — вокал, музыка и тексты
- Руслан Тагиев — вокал, битбокс, скрэтч, музыка и тексты
- Антон Кузнецов — ритм- и соло-гитара
- Вячеслав Цупиков — бас-гитара
- Антон Гребёнкин — ударные
- Александр Косилов (Саша-Трубаша) — труба

## Дискография
Студийные альбомы
- 2011 — «Голая»
- 2014 — «Чувство ловкости»
- 2016 — «Градус 100» (EP)
- 2020 — «На твоей съёмной»

Радиосинглы
| Год                                            | Название                   | Чарты         | Чарты                             | Чарты                      | Чарты                   | Чарты              | Чарты                | Чарты                        | Чарты                           | Чарты                       | Альбом           |
| Год                                            | Название                   | Радиочарт СНГ | Московский радиочарт (Tophit 100) | Радиочарт Санкт-Петербурга | Волгоградский радиочарт | Киевский радиочарт | Латвийский радиочарт | Итоговый годовой (радиочарт) | Российский чарт цифровых треков | Итоговый годовой (цифровой) | Альбом           |
| ---------------------------------------------- | -------------------------- | ------------- | --------------------------------- | -------------------------- | ----------------------- | ------------------ | -------------------- | ---------------------------- | ------------------------------- | --------------------------- | ---------------- |
| 2009                                           | «Режиссёр»                 | 1             | 1                                 | 1                          | 1                       | 1                  | 3                    | 21                           | —                               | —                           | Голая            |
| 2010                                           | «Кто ты»                   | 11            | 16                                | 22                         | 14                      | —                  | 1                    | 55                           | 2                               | 12                          | Голая            |
| 2010                                           | «Я больше никогда»         | 16            | 20                                | 29                         | 8                       | 31                 | 10                   | 71                           | 9                               | —                           | Голая            |
| 2011                                           | «Голая»                    | 1             | 2                                 | 2                          | 4                       | 3                  | 5                    | 5                            | 1                               | 5                           | Голая            |
| 2011                                           | «Заметает»                 | 2             | 3                                 | 3                          | 6                       | 7                  | 4                    | 12                           | —                               | —                           | Чувство ловкости |
| 2012                                           | «Нефти»                    | 12            | —                                 | —                          | 16                      | —                  | —                    | 122                          | —                               | —                           | Чувство ловкости |
| 2012                                           | «Я всегда помню о главном» | 1             | 5                                 | 6                          | 2                       | 2                  | 6                    | —                            | —                               | —                           | Чувство ловкости |
| 2013                                           | «Радио Дождь»              | 7             | 73                                | 87                         | 24                      | —                  | —                    | —                            | —                               | —                           | Чувство ловкости |
| 2014                                           | «Грязные стёкла»           | 44            | —                                 | —                          | —                       | —                  | —                    | —                            | —                               | —                           | Чувство ловкости |
| 2014                                           | «Привычка сбегать из дома» | —             | 29                                | —                          | —                       | 64                 | —                    | —                            | —                               | —                           | Чувство ловкости |
| 2016                                           | «#ВалиГуляй!»              | 79            | 89                                | 56                         | —                       | —                  | —                    | —                            | —                               | —                           | Градус 100       |
| 2016                                           | «Градус 100»               | 1             | 4                                 | —                          | —                       | 114                | —                    | —                            | —                               | —                           | Градус 100       |
| 2017                                           | «Хочется»                  | 6             | 1                                 |                            |                         | —                  |                      |                              | —                               |                             | Градус 100       |
| 2017                                           | «Здорово, великолепно»     | 3             | 33                                |                            |                         | —                  |                      |                              | —                               |                             | TBA              |
| «—» означает, что песня отсутствовала в чарте. |                            |               |                                   |                            |                         |                    |                      |                              |                                 |                             |                  |

Видеоклипы
| Год  | Клип                                 | Режиссёр           | Альбом             |
| ---- | ------------------------------------ | ------------------ | ------------------ |
| 2009 | «Режиссёр»                           | Георгий Тоидзе     | «Голая»            |
| 2010 | «Кто ты»                             | Георгий Тоидзе     | «Голая»            |
| 2010 | «Я больше никогда»                   | Георгий Тоидзе     | «Голая»            |
| 2011 | «Голая»                              | Владилен Разгулин  | «Голая»            |
| 2013 | «Я всегда помню о главном»           | Григорий Иванец    | «Чувство ловкости» |
| 2013 | «Радио Дождь»                        | Владилен Разгулин  | «Чувство ловкости» |
| 2014 | «Грязные стёкла»                     | Игорь Шмелёв       | «Чувство ловкости» |
| 2014 | «Привычка сбегать из дома»           | Валентин Гросу     | «Чувство ловкости» |
| 2014 | «Научиться бы не париться»           |                    | «Чувство ловкости» |
| 2015 | «Мне хорошо»                         | Валентин Гросу     | N/A                |
| 2015 | «Бездельник»                         | Игорь Шмелёв       | N/A                |
| 2016 | «Вали, гуляй!»                       | Хиндрек Маасик     | «Градус 100»       |
| 2016 | «Градус 100»                         | Алексей Голубев    | «Градус 100»       |
| 2017 | «Хочется»                            | Леонид Колосовский | «Градус 100»       |
| 2017 | «Здорово, великолепно»               | Алексей Голубев    | N/A                |
| 2017 | «Выходи за меня» (совместно с Кравц) | Алексей Голубев    | N/A                |
| 2018 | «Она»                                | Хиндрек Маассик    | N/A                |
| 2019 | «Быть одной»                         |                    | N/A                |
| 2019 | «Не уходи»                           |                    | N/A                |

Саундтреки
- 2010 — «Дай мне знать» (OST «Летучие конкорды»)
- 2011 — «Научиться бы не париться» (OST «Универ. Новая общага»)
- 2013 — «Бледные поганки» (OST «Светофор»)
- 2013 — «Режиссёр» (OST «Молодёжка»)
- 2013 — «Голая» (Молодёжка, САШАТАНЯ)
- 2014 — «Я больше никогда» (OST «Корабль»)
- 2024 — «Я это ты» (OST «Молодёжка. Новая смена») (cover Мурат Насыров)

## Состав группы
- Роман Пашков — вокал, музыка и тексты
- Руслан Тагиев — вокал, битбокс, скрэтч, музыка и тексты
- Антон Кузнецов — ритм- и соло-гитара
- Вячеслав Цупиков — бас-гитара
- Антон Гребёнкин — ударные
- Александр Косилов (Саша-Трубаша) — труба

## Награды и премии
- В 2010 году группа «Градусы» стала номинантом на премию Муз-ТВ в номинациях «Прорыв года» и «Лучшая песня».
- 2010 год — лауреаты премии «Золотой граммофон» за песню «Режиссёр»[13].
- 2011 год — лауреаты премии «Золотой граммофон» за песню «Голая»[14].
- В 2012 году группа «Градусы» стала номинантом на премию Муз-ТВ в номинациях «Лучший альбом», «Лучшая песня», «Лучшее видео» и «Лучшая поп-группа». Победа была достигнута в номинации «Лучший альбом».
- В 2012 году группа стала лауреатом премии «Золотой Граммофон» за песню «Заметает».
- 2013 год — победители премии Муз-ТВ в номинации «Лучшая поп-группа».
- 2013 год — коллектив получает статуэтку премии «Золотой Граммофон» за песню «Я всегда помню о главном».
- 2015 год — лауреаты премии «Золотой Граммофон» за песню «Голая» (5 граммофон).
- 2016 год — номинанты премии Муз-ТВ «Лучшая поп-группа»[15].
- 2017 год — победители премии Муз-ТВ в номинации «Лучшая поп-группа».
- 2017 год — лауреаты премии «Золотой граммофон» за песню «Хочется».
- 2018 год — лауреаты премии «Золотой граммофон» за песню «Она».
- 2024 год — лауреаты премии «Золотой граммофон» за песню «Даже если я пить не буду».